# Félicité Robert de Lamennais
Hugues Félicité Robert de Lamennais (19. června 1782, Saint-Malo, Bretaň – 27. února 1854, Paříž) byl francouzský kněz, spisovatel, filosof a politický i sociální reformátor, předchůdce liberálního katolicismu a křesťanské demokracie.

## Život
Narodil se ve velmi zbožné rodině loďaře Roberta, který nedávno dostal šlechtický titul. Matka brzy zemřela a malý Lamennais vyrůstal u svého strýce na venkovské usedlosti, kde trávil celé dny četbou, zejména Pascala, Rousseaua a Chateaubriandova Génia křesťanství. Pod dojmem francouzské revoluce a teroru se od osvícenských postojů obrátil k ultramontánnímu katolicismu a se svým starším bratrem knězem Jeanem-Marie-Robertem vydal roku 1809 anonymně Úvahy o stavu církve ve Francii, jež se napoleonská policie snažila zabavit. Roku 1811 vstoupil do řádu, učil na řádové koleji v Saint-Malo matematiku a 1816 byl vysvěcen na kněze. Přeložil Následování Krista od Tomáše Kempenského a v knize Esej o náboženské lhostejnosti (1823) ostře kritizoval francouzský stát za zasahování do věcí církve (galikanismus). Esej měl velký úspěch a roku 1824 byl Lamennais vřele přijat papežem Lvem XII. v Římě.
Roku 1825 vydal knihu O vztahu náboženství k politice a občanství, roku 1828 Pokrok revoluce a válka proti církvi a roku 1830 založil deník L´Avenir (Budoucnost) s podtitulem „Bůh a svoboda“. Zde hájil svobodu náboženství a oddělení církve od státu, čímž si znepřátelil francouzské biskupy i krále. Lamennais, který zastával papežské stanovisko, odjel do Říma pro podporu, byl však pro svůj politický liberalismus Řehořem XVI. odmítnut a jeho knihy – včetně nejúspěšnějších Slov věřícího - nakonec 1834 církví odsouzeny. Lamennais byl pobouřen také postojem papeže k polskému povstání 1830, roku 1836 se zřekl svého kněžství a odstěhoval se do Paříže, kde pracoval jako novinář, zejména v deníku Le Monde. Vydal řadu pamfletů, například Kniha lidu, Politika pro lid a Země a vláda, jež mu vynesla rok vězení. V letech 1841-1846 vydal čtyři svazky Náčrtu filosofie, kde věnoval velkou pozornost výchově a umění. Bojoval za svobodu svědomí a tisku, proti nesnášenlivosti a násilí a po revoluci 1848 byl zvolen poslancem. Pro své radikální postoje se však dostal i zde do izolace a v posledních letech překládal evangelia a Dantovu Božskou komedii. Zemřel osamělý a v nouzi a byl pohřben do hromadného hrobu na hřbitově Pere Lachaise.

## Význam
Lamennais byl vášnivý zastánce náboženské čistoty a svobody, odpůrce náboženských zásahů státu. Jeho vzletný styl měl ve své době mimořádné úspěchy: jeho Eseje se prodalo 40 tisíc výtisků a Slov věřícího 400 tisíc. Mezi jeho přátele a obdivovatele patřil například Montalembert, Franz Liszt nebo George Sandová. Přes zřetelně utopický charakter svých myšlenek byl jedním z prvních, kdo správně rozpoznal krizi katolické církve, snažil se prohloubit kněžské vzdělání a přimět svoji církev k tomu, aby se otevřela demokracii a uznala lidskou svobodu, i když to znamená uznat i svobodu druhých. Tak uvítal, když si katolická Belgie zvolila roku 1830 králem luterána Leopolda I. Jeho myšlenka, že by se církev měla zastat továrních dělníků, se dočkala sluchu až po padesáti letech, v encyklice Rerum novarum (1891), a obhajoba svobody až na Druhém vatikánském koncilu. Lamennais inspiroval francouzského spisovatele Léona Bloy a jeho knihu aforismů Slova věřícího přeložil do češtiny roku 1898 mladý Josef Florian.

## České překlady
- LAMENNAIS, Félicité Robert de. Slova věřícího. Překlad Josef Florian a Alois Hajn. Hradec Králové: Lidová osvěta, 1898. 108 s. Lidová osvěta; Roč. 1. Čís. 2. a 3. cnb001208837.
- LAMENNAIS, Félicité Robert de. Slova věřícího. Překlad Jaroslav Dvořáček. V Praze: [J. Otto, 1912]. 113 s. cnb000597253.
- LAMENNAIS, Félicité Robert de. Kniha lidu. Překlad Lev Sychrava. Praha: nákladem vlastním, [1920?]. 79 stran. cnb002810954.